# Antonio Cristóbal de Ubilla y Medina
Antonio Cristóbal de Ubilla y Medina, marquès de Rivas (Madrid, 1 de novembre de 1643 - ibid., 16 d'octubre de 1726) va ser un noble i home d'estat castellà al servei dels reis Carles II de Castella i Felip V de Castella. Fou Secretari d'Estat i del Despatx Universal.

## Biografia
Fill d'Antonio de Ubilla, que ja va ser secretari de Felip IV, es va iniciar des de jove en els assumptes administratius de la cort, aconseguint en 1698 els càrrecs de Secretari d'Estat i del Despatx Universal, notari major del regne i membre del Consell d'Índies sota el regnat de Carles II. Amb l'arribada al tron de Felip V Ubilla continuar servint en el càrrec per recomanació del cardenal Portocarrero, acompanyant al rei en els seus viatges per Catalunya i Nàpols entre 1701 i 1702, essent noment I marquès de Rivas del Jarama (gener del 1702). El 15 de setembre de 1703, i per les males relacions amb Jean Orry, li foren sostretes les competències de guerra i traspassades al marquès de Canales. Arran de la pèrdua de Gibraltar (agost del 1704) Orry fou cridat a Versalles i Canales destituït, recuperant així les competències de guerra. El febrer del 1705 fou destituït de la secretaria del Despatx Universal essent substituït pel marquès de Mejorada. Conservà la seva plaça al Consell d'Índies fins a la seva mort. Havent traspassat sense descendència després de tres matrimonis, va llegar el seu títol de noblesa a la Tercera orde de Sant Francesc.
Va deixar escrita una obra titulada Succession de el rey D. Phelipe V, nuestro Señor en la corona de España : diario de sus viages desde Versalles a Madrid, el que executó para su feliz casamiento, jornada a Napoles, a Milan, y a su exercito, successos de la campaña, y su buelta a Madrid, publicada a Madrid el 1704.